# کیوتا-کو، ساپورو
کیوتا-کو (به لاتین: Kiyota-ku) یک منطقهٔ مسکونی در ژاپن است که در ساپورو واقع شده‌است. کیوتا-کو ۵۹٫۸۷ کیلومتر مربع مساحت و ۱۱۵٬۳۵۱ نفر جمعیت دارد.